# Arth
Arth – miejscowość i gmina w Szwajcarii, w kantonie Schwyz, w okręgu Schwyz. Leży nad jeziorem Zugersee.
Na terenie gminy, poza miejscowością Arth znajdują się dwie inne miejscowości – Goldau i Oberarth.

## Demografia
W Arth mieszkają 12 292 osoby. W 2021 roku 29% populacji gminy stanowiły osoby urodzone poza Szwajcarią. 

## Transport
Przez teren gminy przebiegają autostrada A4 oraz drogi główne nr 2, nr 25 i nr 371.